# Un môme sur les bras
Pour plus de détails, voir Fiche technique et Distribution.
Un môme sur les bras (titre original allemand : Das haut einen Seemann doch nicht um, titre original danois : En søman gtar i land) est un film germano-danois réalisé par Arthur Maria Rabenalt, sorti en 1958.

## Synopsis
Le marin Peter Hille avait hâte de passer ses vacances de Noël avec son épouse Hanna depuis longtemps. Mais lorsqu'il débarque à Copenhague, il est déçu qu'elle ne l'attende pas. Heureusement, il y a une place disponible à la capitainerie. Cependant, il doit partager sa chambre avec le chauffeur Valdemar Olsen. Il est en train de gagner sa vie en tant que chanteur, mais il vit principalement de la contrebande de cigarettes.
Le lendemain, Peter est réveillé par les gémissements bruyants d'un enfant en bas âge. La mère de Hanna lui explique qu'il s'agit de son fils Bob. Quelques jours seulement après sa naissance, sa fille est décédée. Il incombe maintenant au père de s'occuper de l'enfant.
Au début, Peter soutient son compagnon de chambre Valdemar en étant un musicien accompagnant le chanteur. Il rencontre la charmante Christine Hansen. Il ne lui faudra pas longtemps pour qu’elle ait le petit Bob dans son cœur. Lors d'une fête du Nouvel An, Peter et son nouvel amour se rapprochent. L'euphorie de Peter, cependant, est fâchée quand son ami Valdemar est arrêté et qu'il est accusé de trafic de drogue. Au bonheur de Valdemar, Peter le soulage en témoignant de son innocence.
Encore une fois, Peter va en mer. Depuis le quai, sa nouvelle fiancée lui fait signe, avec le petit Bob dans ses bras. La prochaine fois qu'il entrera dans le port d'attache, il y aura bientôt un mariage.

## Fiche technique
- Titre : Un môme sur les bras
- Titre original : Das haut einen Seemann doch nicht um (de), En søman gtar i land (da)
- Réalisation : Arthur Maria Rabenalt
- Scénario : Grete Frische (da), F.M. Schilder
- Musique : Bert Grund (de)
- Photographie : Albert Benitz
- Son : Knud Kristensen
- Montage : Anker Sørensen (da)
- Production : Preben Philipsen
- Société de production : Rialto Film
- Société de distribution : Prisma
- Pays d'origine :  Allemagne de l'Ouest,  Danemark
- Langue : allemand
- Format : Noir et blanc - 1,66:1 - mono - 35 mm
- Genre : Comédie romantique
- Durée : 94 minutes
- Dates de sortie :
  - Allemagne de l'Ouest : 19 septembre 1958.
  - France : 25 novembre 1960[1].

## Distribution
- Karlheinz Böhm : Peter Hille
- Antje Geerk : Christine Hansen
- Georg Thomalla : Valdemar V. Olsen
- Annie Rosar : Mme Nielsen
- Hans Nielsen : Le pasteur Paulsen
- Irene Mann : Paula
- Willy Maertens : M. Nielsen
- Gerhard Frickhöffer : Hermann
- Svend Johansen (da) : Jörg
- Gerda Madsen (da) : Mme Mortensen

## Source de traduction
- (de) Cet article est partiellement ou en totalité issu de l’article de Wikipédia en allemand intitulé « Das haut einen Seemann doch nicht um » (voir la liste des auteurs).